# Калиновка (Губерлинский сельсовет)
Калиновка — упразднённый в 2005 году посёлок в Гайском районе Оренбургской области России. На момент упразднения входил в состав сельского поселения Губерлинский сельсовет.

## География
Располагался на ручье Калиновка вблизи места впадения его в реки Чебакла, на расстоянии примерно 8 километра (по прямой) к северо-западу от села Казачья Губерля.

## История
По данным на 1949 год ферма совхоза Губерлинский «Калиновка» входила в состав Губерлинского сельсовета Халиловского района и находилась примерно в 32 км от райцентра (р.п. Халилово).
Официально упразднён в 2005 году, после вступления в силу официального опубликования Закона Оренбургской области от 28 декабря 2004 года № 1752/283-III-ОЗ, подписанного 4 января 2005 года Главой администрации (губернатором) Оренбургской области А. А. Чернышёвым.

## Население
По данным переписи 2002 года в посёлке отсутствовало постоянное население.